# Триэтилортоформиат
Триэти́ло́ртоформиа́т (ортомуравьиный эфир, ортомуравьиноэтиловый эфир, этилортоформиат) — органическое соединение, триэтиловый ортоэфир муравьиной кислоты с химической формулой C7H16O3, бесцветная жидкость с эфирным запахом. Применяется в органическом синтезе, входит в состав пищевых эссенций, косметических продуктов.

## Физические и химические свойства
Бесцветная жидкость с температурой плавления −76 °C, температурой кипения 145,9 °C, плотностью 0,8909 г/см3 (20 °C) и коэффициентом преломления 1,3922 (20 °C). Плохо растворим в воде, растворим в спирте, эфире.

## Получение
Может быть синтезирован реакцией Вильямсона при взаимодействии хлороформа и этилата натрия:
{\displaystyle \ 3C_{2}H_{5}ONa+CHCl_{3}\rightarrow CH(OC_{2}H_{5})_{3}+3NaCl}

## Применение
Широко применяется в органическом синтезе, в частности в синтезе альдегидов по Бодру-Чичибабину:
Также используется в синтезе монометинцианинов, кетонов, ацеталей.
Входит в состав пищевых эссенций, отдушек для мыла.